# Bretschneiders formel

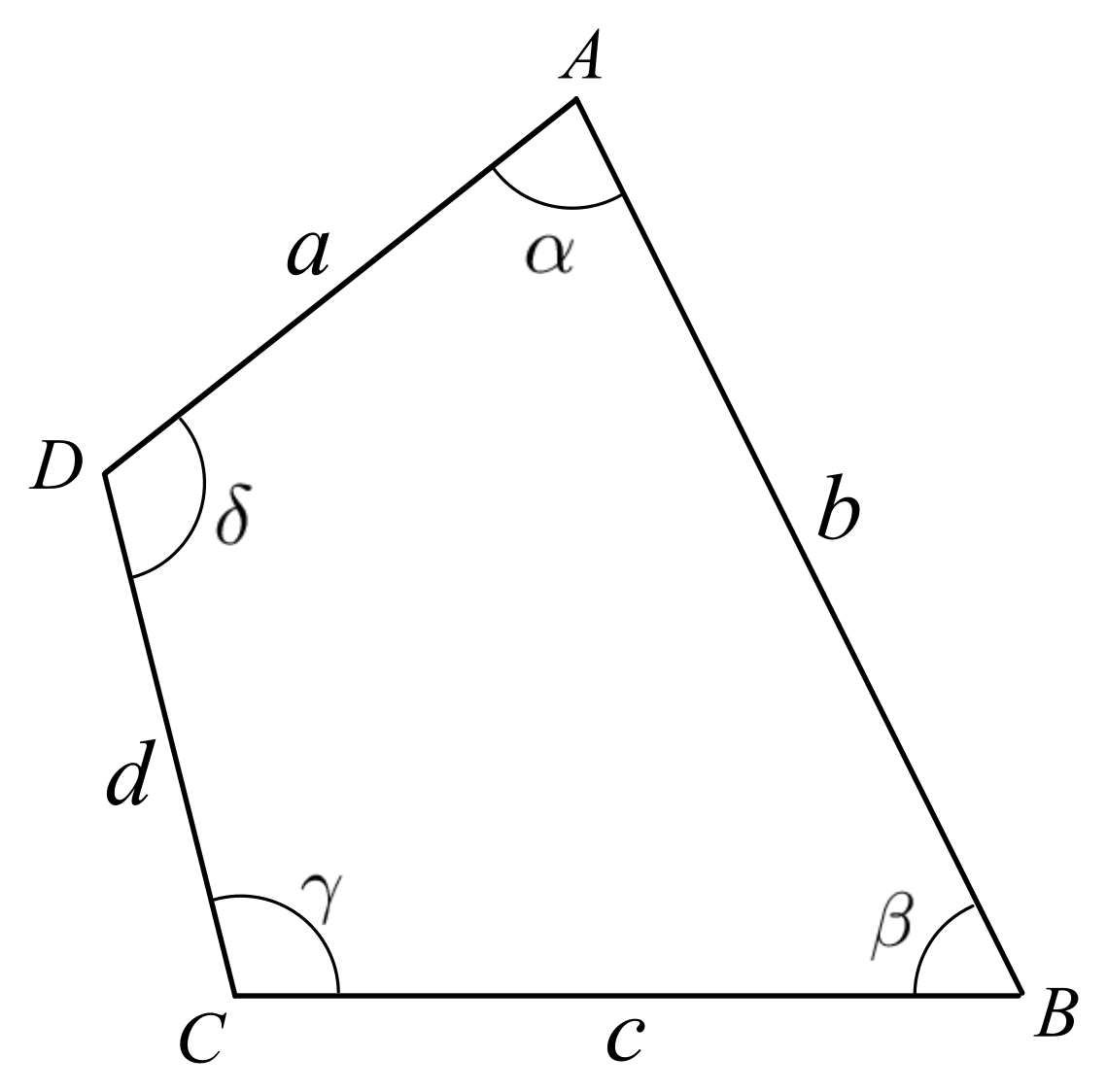
Godtycklig konvex fyrhörning

Bretschneiders formel är inom geometrin en formel för beräkning av arean av en godtycklig konvex fyrhörning:
{\displaystyle Area={\sqrt {(s-a)(s-b)(s-c)(s-d)-abcd\,\cos ^{2}{\cfrac {\alpha +\gamma }{2}}}}}
där a, b, c och d är sidlängderna, s är semiperimetern och {\displaystyle \alpha }, {\displaystyle \gamma } är två godtyckligt valda, motstående vinklar.
Formeln gäller för alla konvexa fyrhörningar (oberoende av om dessa är cykliska eller inte) inklusive godtyckliga kvadrater, romber och rektanglar. Formeln tillskrivs Carl Anton Bretschneider från år 1842.

## Bretschniders formel med vektorer

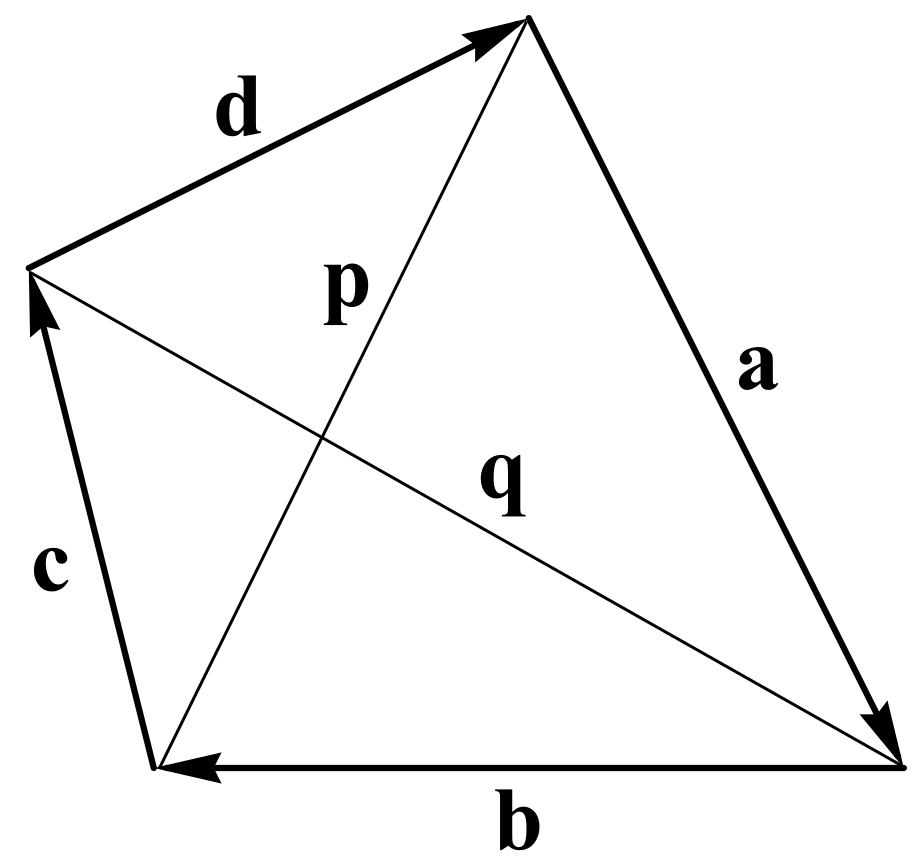
En konvex fyrhörning representerad av vektorerna a, b, c och d så att a + b + c + d = 0. De diagonala vektorerna p = a + b och q = b + c är även de inritade

Alla sidor på fyrhörningen representeras av vektorer så att a + b + c + d = 0.
Inför sedan de diagonala vektorerna p = a + b och q = b + c (se bild).
En fyrhörnings area kan beräknas som beloppet av diagonalernas kryssprodukt dividerat med två enligt
{\displaystyle A={\dfrac {1}{2}}|{\vec {p}}\times {\vec {q}}|}
Om båda leden kvadreras fås
{\displaystyle A^{2}={\dfrac {1}{4}}({\vec {p}}\times {\vec {q}})\cdot ({\vec {p}}\times {\vec {q}})}
där "{\displaystyle \times }" indikerar kryssprodukt och "{\displaystyle \cdot }" indikerar skalärprodukt.
Detta kan med hjälp av Lagranges identitet  skrivas som
{\displaystyle A={\cfrac {1}{2}}{\sqrt {({\vec {p}}\cdot {\vec {p}})({\vec {q}}\cdot {\vec {q}})-({\vec {p}}\cdot {\vec {q}})^{2}}}}
Skalärprodukten av en vektor med sig själv ger kvadraten av vektorns längd, vilket här ger
{\displaystyle A={\cfrac {1}{2}}{\sqrt {p^{2}q^{2}-{\cfrac {2({\vec {p}}\cdot {\vec {q}})}{2}}^{2}}}\quad }    (1)
Vidare förenkling av {\displaystyle 2({\vec {p}}\cdot {\vec {q}})} ger
{\displaystyle 2({\vec {p}}\cdot {\vec {q}})=2({\vec {b}}+{\vec {c}})\cdot ({\vec {a}}+{\vec {b}})=-2{\vec {b}}\cdot ({\vec {c}}+{\vec {d}})+2{\vec {c}}\cdot ({\vec {a}}+{\vec {b}})=2{\vec {a}}\cdot {\vec {c}}-2{\vec {b}}\cdot {\vec {d}}=}
{\displaystyle =({\vec {a}}+{\vec {c}})\cdot ({\vec {a}}+{\vec {c}})-{\vec {a}}\cdot {\vec {a}}-{\vec {c}}\cdot {\vec {c}}-({\vec {b}}+{\vec {d}})\cdot ({\vec {b}}+{\vec {d}})+{\vec {b}}\cdot {\vec {b}}+{\vec {d}}\cdot {\vec {d}}=b^{2}-a^{2}+d^{2}-c^{2}}
Detta insatt i (1) ger
{\displaystyle A={\cfrac {1}{2}}{\sqrt {{\cfrac {4p^{2}q^{2}}{4}}-{\cfrac {(b^{2}-a^{2}+d^{2}-c^{2})^{2}}{4}}}}}
som är lika med
{\displaystyle A={\cfrac {1}{4}}{\sqrt {4p^{2}q^{2}-(b^{2}-a^{2}+d^{2}-c^{2})^{2}}}}
vilket i sin tur kan skrivas som
{\displaystyle A={\sqrt {(s-a)(s-b)(s-c)(s-d)-{\cfrac {1}{4}}(ac+bd+pq)(ac+bd-pq)}}}
som är ekvivalent med
{\displaystyle A={\sqrt {(s-a)(s-b)(s-c)(s-d)-abcd\,\cos ^{2}{\cfrac {\alpha +\gamma }{2}}}}}

## Bevis
Låt, (se bild)
{\displaystyle {A_{1}}=\triangle DAB} och {\displaystyle {A_{2}}=\triangle DCB}
och 
{\displaystyle A=\square ABCD={A_{1}}+{A_{2}}}
Då är
{\displaystyle {A_{1}}={\cfrac {ab\,\sin \alpha }{2}};\quad A_{2}={\cfrac {dc\,\sin \gamma }{2}}}

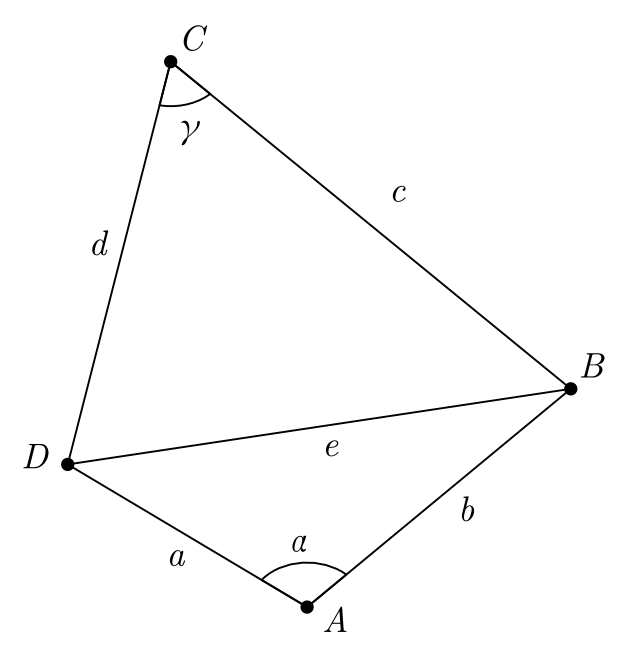
Godtycklig konvex fyrhörning

Insatt i uttrycket för A och kvadrerat:
{\displaystyle A^{2}={\cfrac {1}{4}}(a^{2}b^{2}\,\sin ^{2}\alpha +2abcd\,\sin \alpha \,\sin \gamma +c^{2}d^{2}\,\sin ^{2}\gamma )\quad }    (1)
Enligt cosinussatsen kan diagonalen skrivas på två sätt:
{\displaystyle e^{2}=a^{2}+b^{2}-2ab\,\cos \alpha }
{\displaystyle e^{2}=c^{2}+d^{2}-2cd\,\cos \gamma }
Likheten ger
{\displaystyle a^{2}+b^{2}-2ab\,\cos \alpha =c^{2}+d^{2}-2cd\,\cos \gamma \quad \Rightarrow }
{\displaystyle a^{2}+b^{2}-c^{2}-d^{2}=2ab\,\cos \alpha -2cd\,\cos \gamma }
Kvadrering ger
{\displaystyle (a^{2}+b^{2}-c^{2}-d^{2})^{2}=4a^{2}b^{2}\,\cos ^{2}\alpha -8abcd\,cos\alpha \,\cos \gamma +4c^{2}d^{2}\,\cos ^{2}\gamma }
Omflyttning och division med 16 ger
{\displaystyle 0={\cfrac {1}{4}}(a^{2}b^{2}\,\cos ^{2}\alpha -2abcd\,\cos \alpha \,\cos \gamma +c^{2}d^{2}\,\cos ^{2}\gamma )-{\cfrac {1}{16}}(a^{2}+b^{2}-c^{2}-d^{2})^{2}}
vilket adderas till (1):
{\displaystyle A^{2}={\cfrac {1}{4}}(a^{2}b^{2}\,\sin ^{2}\alpha +2abcd\,\sin \alpha \,\sin \gamma +c^{2}d^{2}\,\sin ^{2}\gamma +}
{\displaystyle +a^{2}b^{2}\cos ^{2}\alpha -2abcd\,\cos \alpha \,\cos \gamma +c^{2}d^{2}\,\cos ^{2}\gamma )-{\cfrac {1}{16}}(a^{2}+b^{2}-c^{2}-d^{2})^{2}}
Som förenklat kan skrivas
{\displaystyle A^{2}={\cfrac {1}{16}}(4a^{2}b^{2}(\cos ^{2}\alpha +\,\sin ^{2}\alpha )+4c^{2}d^{2}(sin^{2}\gamma +\cos ^{2}\gamma ))-{\cfrac {1}{16}}(a^{2}+b^{2}-c^{2}-d^{2})^{2}+}
{\displaystyle +{\cfrac {1}{2}}(-abcd(\cos \alpha \,\cos \gamma +\sin \alpha \,\sin \gamma ))}
Enligt den trigonometriska ettan och 
{\displaystyle \cos(v-u)=\cos(v)\cos(u)+\sin(v)\sin(u):}
{\displaystyle A^{2}={\cfrac {1}{16}}(4a^{2}b^{2}+4c^{2}d^{2}-(a^{2}+b^{2}-c^{2}-d^{2})^{2})-{\cfrac {1}{2}}abcd\,\cos(\alpha +\gamma )}
Expansion ger
{\displaystyle A^{2}={\cfrac {1}{16}}(-a^{4}-b^{4}-c^{4}-d^{4}+2a^{2}b^{2}+2a^{2}c^{2}+2a^{2}d^{2}+2b^{2}c^{2}+2b^{2}d^{2}+2c^{2}d^{2})-{\cfrac {1}{2}}abcd\,\cos(\alpha +\gamma )}
Termen 8abcd läggs till och dras bort
{\displaystyle }{\displaystyle A^{2}={\cfrac {1}{16}}(-a^{4}-b^{4}-c^{4}-d^{4}+2a^{2}b^{2}+2a^{2}c^{2}+2a^{2}d^{2}+2b^{2}c^{2}+2b^{2}d^{2}+2c^{2}d^{2}+8abcd-}
{\displaystyle -8abcd)-{\cfrac {1}{2}}abcd\,\cos(\alpha +\gamma )}
Faktorisering ger
{\displaystyle A^{2}={\cfrac {1}{16}}(-a+b+c+d)(a-b+c+d)(a+b-c+d)(a+b+c-d)-{\cfrac {1}{2}}abcd-{\cfrac {1}{2}}abcd\,\cos(\alpha +\gamma )}
Omskrivning med semiperimeter:
{\displaystyle A^{2}=(s-a)(s-b)(s-c)(s-d)-abcd{\cfrac {1-\cos(\alpha +\gamma }{2}}}
cosinus för halva vinkeln ger
{\displaystyle A^{2}=(s-a)(s-b)(s-c)(s-d)-abcd\,\cos ^{2}{\cfrac {\alpha +\gamma }{2}}}
Roten ur båda leden leder till rätt uttryck
{\displaystyle A={\sqrt {(s-a)(s-b)(s-c)(s-d)-abcd\,\cos ^{2}{\dfrac {\alpha +\gamma }{2}}}}}
VSV